# Trans States Airlines

Trans States Airlines — региональная авиакомпания Соединённых Штатов Америки со штаб-квартирой в городе Бриджтон (Миссури). Компания занимает тринадцатое место в списке всех региональных авиаперевозчиков страны и выполняет рейсы по партнёрским договорам с авиакомпаниями United Airlines — под торговой маркой (брендом) United Express и US Airways — под брендом US Airways Express.

## История
Trans States Airlines была основана в 1982 году под названием Resort Air и работала по код-шеринговому договору с авиакомпанией Trans World Airlines, выполняя пассажирские перевозки из транзитного узла в Международном аэропорту Ламберт Сент-Луис под брендом Trans World Express. В 1989 году авиакомпания сменила своё название на существующее в настоящее время Trans States Airlines.
Свой позывной «WATERSKI» и трёхбуквенный идентификатор ИКАО «LOF» (англ. Lodge Оf the Four Seasons, «Приют четырёх сезонов») авиакомпания получила по своим чартерным туристическим рейсам на озеро Озаркс (Миссури) в самом начале своей деятельности.
По заявлению руководства Trans States Airlines в связи с экономическим кризисом авиакомпания планирует в мае 2009 года отправить в бессрочный отпуск более 30 пилотов и ещё пятнадцати пилотам продлить срок нахождения в отпусках. Точных данных по количеству действующих самолётов и числу пилотов (работающим и находящимся в отпусках) в настоящий момент нет.

## Деятельность авиакомпании
Портом приписки Trans States Airlines является Международный аэропорт Ламберт Сент-Луис, там же расположены учебный центр авиакомпании и база по техническому обслуживанию её воздушного флота. Основное местожительство пилотов и бортпроводников компании находится также в Сент-Луисе.
В октябре 2008 года авиакомпания открыла собственный хаб в Международном аэропорту Вашингтон Даллес, заменив тем самым центр обслуживания рейсов по восточному побережью США и закрыв хаб в Международном аэропорту Ричмонда. Trans States Airlines эксплуатирует транзитные узлы в Международном аэропорту О’Хара (Чикаго) и Международном аэропорту Вашингтон Даллес для выполнения операций под брендом United Express, а также хаб в Международном аэропорт Питтсбурга для работы под брендом US Airways Express.
1 февраля 2011 года заключен контракта на покупку 50 самолётов Mitsubishi Regional Jet с компанией Mitsubishi Aircraft. Этот контракт, который включает опцион ещё на 50 самолётов, является развитием соглашения о намерениях, подписанного компаниями ещё в октябре 2009 г.

## Маршрутная сеть авиакомпании

### Под брендомUnited Express
- Алабама
  - Бирмингем — Международный аэропорт Бирмингем-Шаттлсворт
- Колорадо
  - Денвер — Международный аэропорт Денвера хаб
- Джорджия
  - Саванна — Международный аэропорт Саванна/Хилтон
- Иллинойс
  - Чикаго — Международный аэропорт О'Хара хаб
  - Молин — Международный аэропорт Куад-Сити
  - Спрингфилд — Столичный аэропорт имени Авраама Линкольна
- Кентукки
  - Цинциннати — Международный аэропорт Цинциннати/Северный Кентукки
- Мичиган
  - Детройт — Аэропорт Детройта Вэйн-Канти
- Миссури
  - Сент-Луис — Международный аэропорт Ламберт-Сент Луис
- Небраска
  - Омаха — Аэропорт Эппли
- Нью-Гэмпшир
  - Манчестер — Региональный аэропорт Манчестер-Бостон
- Нью-Джерси
  - Ньюарк — Международный аэропорт Ньюарк Либерти
- Нью-Йорк
  - Олбани — Международный аэропорт Олбани
  - Рочестер — Международный аэропорт Рочестер
  - Сиракьюс — Международный аэропорт Сиракьюс Хэнкок
- Северная Каролина
  - Гринсборо/Хай-Пойнт/Уинстон-Селем — Международный аэропорт Пьедмонт-Триад

- - Роли/Дарем — Международный аэропорт Роли/Дарем
- Огайо
  - Кливленд — Международный аэропорт Кливленда Хопкинс
  - Дейтон — Международный аэропорт имени Джеймса М. Кокса
- Оклахома
  - Оклахома-Сити — Аэропорт имени Уилла Роджерса
  - Талса — Международный аэропорт Талса
- Пенсильвания
  - Гаррисберг/Йорк — Международный аэропорт Гаррисберг
  - Филадельфия — Международный аэропорт Филадельфии
  - Питтсбург — Международный аэропорт Питтсбурга
- Род-Айленд
  - Провиденс — Международный аэропорт имени Т. Ф. Грина
- Южная Каролина
  - Чарлстон — Международный аэропорт Чарлстона
  - Гринсвилл/Спартанберг — Международный аэропорт Гринсвилла-Спартанберга
  - Мёртл-Бич — Международный аэропорт Мёртл-Бич
- Теннесси
  - Нашвилл — Международный аэропорт Нашвилл
  - Ноксвилл — Аэропорт Макги-Тисона
- Вермонт
  - Барлингтон — Международный аэропорт Барлингтон
- Виргиния
  - Ричмонд — Международный аэропорт Ричмонда
  - Роанок — Региональный аэропорт Роанок
  - Международный аэропорт Вашингтона Даллес хаб
- Висконсин
  - Мэдисон — Региональный аэропорт округа Дэйн
  - Милуоки — Международный аэропорт имени генерала Митчелла

### Под брендомUS Airways Express
- Коннектикут
  - Хартфорд/Спрингфилд — Международный аэропорт Брэдли
- Миссури
  - Сент-Луис — Международный аэропорт Ламберт Сент-Луис
- Северная Каролина
  - Роли/Дарем — Международный аэропорт Роли/Дарем
- Пенсильвания
  - Питтсбург — Международный аэропорт Питтсбурга хаб